# Фіркірхен
Фіркірхен (нім. Vierkirchen) — громада в Німеччині, розташована в землі Баварія. Підпорядковується адміністративному округу Верхня Баварія. Входить до складу району Дахау.
Площа — 19,39 км2. Населення становить 4613 ос. (станом на 31 грудня 2020).